# Nuovo teatro nazionale di Tokyo
Il Nuovo teatro nazionale di Tokyo (新国立劇場?, Shin Kokuritsu Gekijō), noto anche come New National Theatre Tokyo (NNTT), è la più importante sala per spettacoli del Giappone: vi si rappresentano, fra l'altro, opere liriche, balletti, spettacoli di danza contemporanea, pièces di prosa. Dal 2004 ospita inoltre i Japan Record Awards.

## Edificio

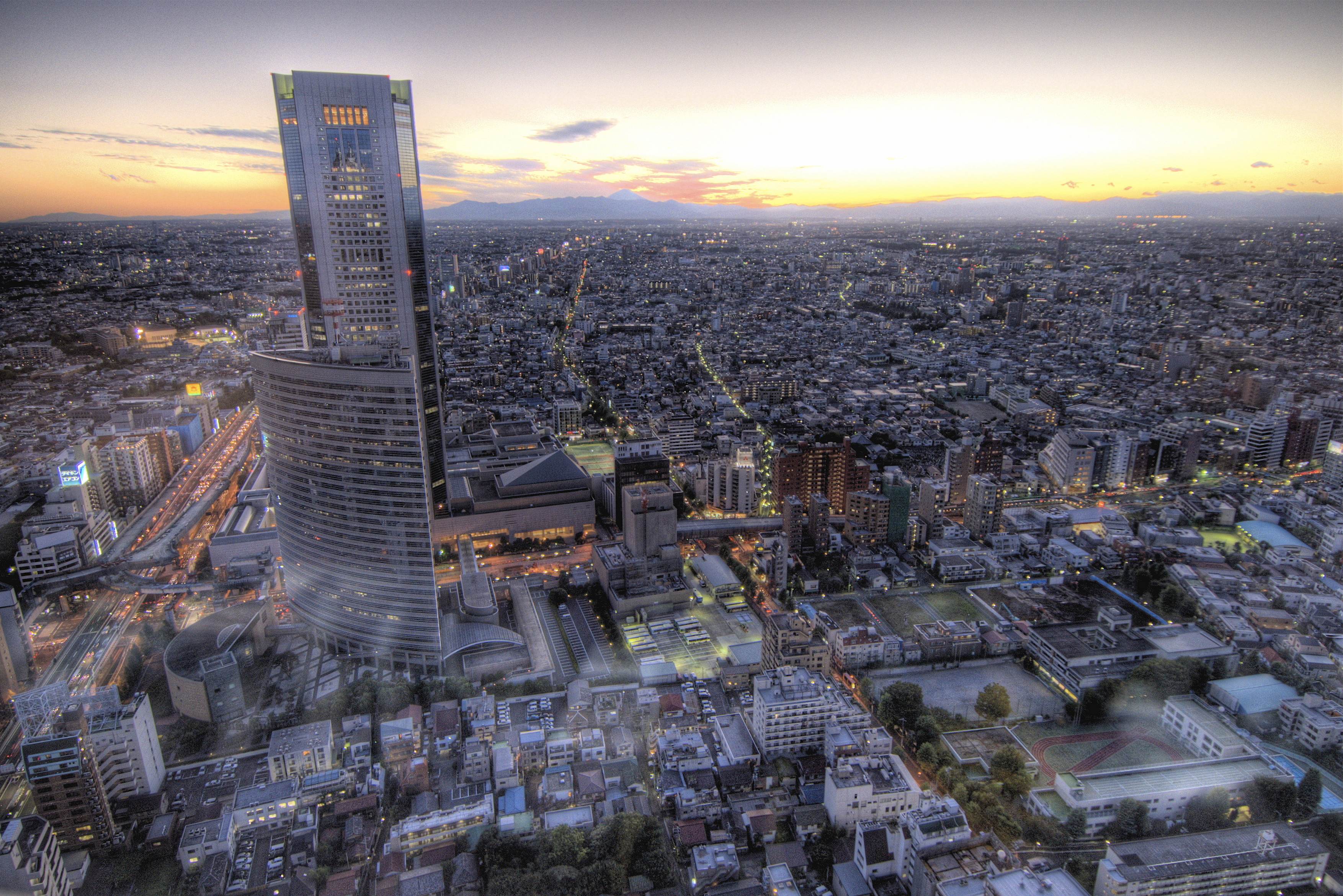
Veduta del Nuovo teatro nazionale di Tokyo e Tokyo Opera City Tower con il Fuji al tramonto.

Il teatro fa parte del complesso Tokyo Opera City Tower, progettato dall'architetto Takahiko Yanagisawa e inaugurato nel 1997.
Il complesso si trova nel quartiere di Shibuya e comprende tre sale principali:
- Il Teatro dell'opera (1.814 posti, destinato all'opera e al balletto)
- Il Teatro di prosa (1.038 posti, per la prosa e la modern dance)
- Il Pit (fino a 468 posti, specifico per la danza contemporanea)

## Stagione lirica (NNTO)
Gli allestimenti della stagione lirica sono di tipo tradizionale. I ruoli principali sono sostenuti da cantanti di livello internazionale, europei, giapponesi ed altri. Il teatro cerca di promuovere la lirica giapponese, rappresentando le prime di opere di autori giapponesi contemporanei, come Osamu Shimizu e Ikebe Shinichiro.

## Corpo di ballo (NNTB)
L'attuale direttore artistico del corpo di ballo è Asami Maki. La troupe mette normalmente in scena balletti classici della tradizione francese e russa. Fra i ballerini più frequentemente invitati si segnalano Svetlana Zacharova e Denis Matvienko.